# 晴明 (小惑星)
晴明（せいめい、5541 Seimei）は小惑星帯に位置する小惑星。香西洋樹と古川麒一郎が東京天文台木曽観測所で発見した。
平安時代の陰陽師、安倍晴明から命名された。